# 야마구치 요시타다
야마구치 요시타다(일본어: 山口 芳忠, 1944년 9월 28일 ~ )는 일본의 전직 축구 선수이자 전 지도자로 선수 시절 포지션은 수비수였으며 1966년 아시안 게임 동메달리스트이자 1968년 하계 올림픽 동메달리스트이다.

## 선수 시절

### 클럽
1944년 9월 28일 일본 시즈오카현 후지에다시에서 태어나 후지에다 히가시 고등학교, 주오 대학을 졸업한 뒤 1967년 히타치 입단을 통해 프로에 입문했다. 
이후 1975년 은퇴할 때까지 원클럽맨으로 활약하며 일본 사커 리그 1회 우승(1972년) 및 1회 준우승(1973년), 천황배 2회 우승(1972년, 1975년) 및 1회 준우승(1973년)에 크게 이바지했으며 7번의 일본 사커 리그 베스트 11에도 선정되는 영예를 안기도 했다.

### 국가대표팀
자국에서 열린 1964년 하계 올림픽 축구 국가대표팀 발탁을 통해 국제 A매치 데뷔전을 치렀고 이후 1966년 아시안 게임에도 출전하여 팀의 15년만의 아시안 게임 동메달 획득에 기여했고 1968년 하계 올림픽에도 참가하여 동메달이라는 일본 축구 역사상 최초이자 아시아 국가 최초의 올림픽 메달 획득에도 이바지했다. 
그 뒤 1970년 아시안 게임 국가대표팀에도 발탁되었지만 팀은 동메달 결정전에서 인도에 0-1로 패하며 2회 연속 아시안 게임 메달 획득 및 3회 연속 주요 대회 메달 획득에 실패했으며 1973년 A매치 통산 49경기의 기록을 남기고 국가대표팀 선수 생활을 마무리했다.

## 지도자 시절
은퇴 후 일본 U-23 대표팀의 감독으로 1992년 하계 올림픽 아시아 지역 예선에서 팀을 지휘했지만 2라운드 5경기에서 1승 1무 3패·5위에 그치며 예선 탈락의 고배를 마셨고 1993년 가시와 레이솔의 감독 부임을 통해 친정팀으로 복귀하여 1시즌동안 팀을 이끌었다.

## 통계
| 일본 | 일본 | 일본 |
| 연도 | 출전 | 득점 |
| ---- | ---- | ---- |
| 1964 | 1    | 0    |
| 1965 | 4    | 0    |
| 1966 | 7    | 0    |
| 1967 | 4    | 0    |
| 1968 | 3    | 0    |
| 1969 | 4    | 0    |
| 1970 | 12   | 0    |
| 1971 | 6    | 0    |
| 1972 | 5    | 0    |
| 1973 | 3    | 0    |
| 통산 | 49   | 0    |